# Night of Passion
Night of Passion var den svenska hårdrocksgruppen The Poodles bidrag till den svenska Melodifestivalen 2006, där bidraget slutade på fjärde plats. Bidraget skrevs av Robert Olausson, Maiti Alfonzetti, Sonja Aldén, Johan Lyander. De som framförde låten var: Jakob Samuel (sång), Christian Lundqvist (trummor), Pontus Nordgren (gitarr) och Pontus Egberg (bas). Låten blev en hit i Sverige, fastän Melodifestivalen och Eurovision Song Contest tidigare i första hand inte förknippats med hårdrock och heavy metal.

## Singeln
Night of Passion släpptes den 13 mars 2006 som första singel till The Poodles album "Metal Will Stand Tall". På den svenska singellistan placerade den sig som högst på andra plats. Melodin testades också på Svensktoppen och gick in på femte plats på listan den 16 april 2006. Den 2 juli 2006 gjorde "Night of Passion" sitt sista besök på Svensktoppen, där två fjärdeplatser blivit bästa resultatet under det sammanlagt 12 veckor långa besöket.
Låten låg 2006 även på Trackslistan.

### Låtlista
1. Night of Passion (Radiomix) - 2:59
2. Night of Passion (Singbackmix) - 2:59

### Listplaceringar
| Lista (2006) | Topplacering |
| ------------ | ------------ |
| Sverige      | 2            |

## Övrigt
Låten framfördes i Dansbandskampen 2009 av Sannex i akustisk version, då Poodles och hårdrock var kvällens tema i deltävlingens andra omgång. Låten spelades också in av Sannex på albumet Får jag lov? 2011. 

### Fotnoter
1. ↑  Svensktoppen - 16 april 2006
2. ↑  Svensktoppen - 2 juli 2006
3. ↑  Listplacering
4. ↑  ”Får jag lov?”. Svensk mediedatabas. 25 februari 2011. http://smdb.kb.se/catalog/id/002699839. Läst 17 maj 2011.